# 西亚
西亞（英語：West Asia），或稱西南亞（英語： 或 ，通稱： 或 ），指亚洲的西南部，和中东有很大部份的重合。不過，中東是一个定義不清的地缘政治區域，包含了跨区域國家伊朗和非洲國家埃及，而西亞則是純粹的地理学名詞，表示亞洲的西南端，人口3.3億人。经纬度定位为东经74度56分到东经26度16分；北纬43度34分到北纬12度35分。西亞大致相當於傳統所謂的「中東」或「近東」，後兩者都是以距欧洲的遠近來稱呼，而不是依在亞洲的所在地帶來稱呼。在國際組織（特別是聯合國）和澳大利亚、印度等比中東位置更東的國家，較偏好使用「西亞」這一名詞，因為「中東」這個傳統的名詞會讓人有歐洲中心主義的感覺。在文化和政治地理學裡，中東有時也包括北非的埃及和南亞西部的國家，特別是阿富汗、伊朗和巴基斯坦。聯合國將土耳其、賽普勒斯和外高加索國家（亞美尼亞、亞塞拜然和喬治亞）也包含在西亞之內。不過，這些國家亦位於亞洲和歐洲相接的地帶，且和後者有社會和政治上的關連。土耳其的領土位於歐洲和亞洲之內。阿拉伯世界的亞洲部份（包含阿拉比亚、美索不达米亚和沙姆地区）以及北非的埃及和苏丹所在的尼罗河流域被稱為「馬什里克」。

## 地形[1][2]

### 高原
主要是由阿拉伯高原、伊朗高原、安納托利亞高原三大高原所構成。阿拉伯高原為古老陸塊，以元古代結晶岩為基礎，被古、中生代的沉積岩層所覆蓋，除少數例外，大部分地區的構造運動十分穩定，沉積地層基本上保持著近於水平的單斜構造，而未經歷較大的褶皺變動。

#### 阿拉伯高原
是位於亞洲西南部的主要高原，地質古老少地震多礦產，橫跨沙烏地阿拉伯、敘利亞、葉門、約旦、伊拉克等國，面積超過兩百五十萬平方公里。阿拉伯高原與阿拉伯半島東部平原和兩河流域（幼發拉底河和底格里斯河）相連，南界為亞丁灣北側山地，北界為敘利亞的中央高地。
氣候乾燥，只在阿拉伯高原的西北部有少許的河川，但短小，阿拉伯高原上多沙漠，像是代赫納沙漠、敘利亞沙漠等。因地質古老而富含礦產。

#### 伊朗高原
伊朗高原主要是新褶曲地形，因此地勢較高聳，地震也較為頻繁。伊朗高原由小亞細亞和高加索山開始，一直向東延伸，包括現今阿富汗和巴基斯坦的大部分。伊朗高原周圍高山環繞，高原中央是廣闊的內陸盆地，其東部邊界是興都庫什山脈，它將伊朗與印度分開；其西部邊界是扎格羅斯山脈，它把伊朗高原與底格里斯河谷分開；伊朗高原北從阿拉斯河、裏海、科彼特山鏈、阿姆河以南的帕羅帕米蘇斯山，南至印度洋和波斯灣，總面積大約有370萬平方公里。

#### 安納托利亞高原
安納托利亞高原位於西亞的小亞細亞半島中部，土耳其境內。北臨黑海，西臨愛琴海，南臨地中海，東接亞美尼亞高原。
主要由安納托利亞高原和土耳其西部低矮山地組成，安納托利亞高原多湖泊、泥沼，廣布荒漠草原。屬亞熱帶半乾旱草原氣候。東西長1000公里，南北寬約600公里，面積52.5萬平方公里。南緣是托羅斯山脈，北緣是克羅盧山和東卡德尼茲山（兩山合稱龐廷山脈），東側是亞美尼亞高原。形成三面環山、一面敞開，地勢自東向西逐漸降低的地形特徵。

### 平原

#### 美索不達米亞平原
位於三大高原間的美索不達米亞平原指底格里斯河與幼發拉底河的中下游地區。範圍大致東起伊朗高原，西至敘利亞和阿拉伯高原，北起亞美尼亞山區（東托羅斯山脈），南至波斯灣。大體介於北緯30°～37°之間，地處亞熱帶。由底格里斯河與幼發拉底河沖積而成，又稱兩河流域、肥沃月彎，地勢平坦、土壤肥沃且水源豐富，利於農業發展，是本區人口集中的精華區。

### 河川
底格里斯河在5000年前與幼發拉底河是兩條分開的河。直到約三、四千年前，由於從兩河流域帶來的泥沙不斷在河口的波斯灣沉積，填出土地來，最後使兩河下游在伊拉克南部匯合在一起。底格里斯稱阿拉伯河，長近200公里，河口寬約800米，上半段在伊拉克境內，下半段為伊拉克和伊朗界河。兩河中下遊河水是美索不達米亞平原的灌溉水源。

#### 幼發拉底河
與位於其東面的底格里斯河共同界定美索不達米亞，被認為是文明的起源地之一。發源於土耳其境內安納托利亞的山區，依賴雨雪補給；流經敘利亞和伊拉克；下游在庫爾納與底格里斯河合流為阿拉伯河，最後注入波斯灣。

#### 底格里斯河
經土耳其進入伊拉克，全長1950公里。兩河流域面積共104.8萬平方公里。 地勢北高南低，土耳其南部和伊拉克北部的上游為山地和高原，中部為荒漠，下游為平原(三角洲、沼澤區和沿海 平原)
底格里斯河水資源相對較豐富，但主要集中於土耳其東南、伊拉克北部幹流及支流上。那裡水流落差大，適於修建水電工程和其它綜合開發。
航運價值主要在底格里斯河。海輪可通航到阿拉伯河畔巴土拉的港口。因沿山麓流動，沿途支流流程短、匯水快，常使河水暴漲，洪水泛濫，形成沿岸廣闊肥沃的沖積平原，是伊拉克重要的灌溉農業區。沿河建有各種水利工程，其中以巴格達西北部的巴迪塔塔水庫最有名。

## 氣候[4]
西亞因「副熱帶高壓」籠罩，使周圍水氣不易進入，且高空下沉氣流造成增溫，故全年乾燥少雨，以熱帶沙漠氣候和草原氣候為主。而地中海沿岸則為夏乾冬雨的溫帶地中海氣候。阿拉伯半島地處热带地區，太陽辐射強烈，常年受熱带大陸氣團控制，高原半島周围又多是高大山地高原和炎热地區，很少受到海洋濕潤氣團的影響，所以這里的熱帶乾旱氣候具有極強烈的大陸性，酷熱乾燥少雨，是世界上最熱的地區之一。而伊朗高原基本上處在副熱带高氣壓带及東北信風带，地势较高，氣流多來自乾燥內陸，高原内部又呈盆地状，導致本區氣候具有突出特點：大陸性顯著，冬凉夏熱，年溫差大。

## 文化

### 服裝
- 傳統的伊斯蘭婦女[5]：

蓋頭（Hijab）：用一塊長方形或是對折過的方形布巾，以纏繞圍巾的模式，把頭包裹起來，或是用一種挖了洞類似套頭的單品，在傳統的伊斯蘭婦女身上都很常見，而顏色的選擇上應該樸素，穿戴蓋頭不等於保守，在古代時伊斯蘭教婦女被規定需要穿戴蓋頭，除了是穆斯林女性的一種精神象徵外，也藉由此制度規範著穆斯林的生活方式，除此之外伊斯蘭教崇尚乾淨，所以為了保持身體乾淨，主張男纏頭女帶蓋頭。
長袍（Abaya）：像長袍一樣的長袖寬鬆式的束腰連衣裙，從肩膀開始自然垂下蓋住除了臉、手和腳大部分身體的衣物，依各個地區的不同，顏色也略有差異，一般常見的是黑色、綠色和藍色。
面紗（Niqab）：在比較保守的伊斯蘭國家，或是較為嚴謹的穆斯林，認為在人潮擁擠的公共場合裡，光是只穿戴無遮臉的蓋頭仍顯得暴露，所以用布遮住臉，感覺比較安全也比為了避免吸引異性注意。
- 現代的伊斯蘭婦女：

社會風氣越來越開放，也出現不少時裝設計師，試圖在教條規範與時尚美學中找出平衡
現在的伊斯蘭婦女雖然不再強制穿戴蓋頭，但是蓋頭與她們還是有強烈的關係。穿戴蓋頭除了是一種身分認同外，更是一種文化認同。蓋頭在殖民後期時代表了民族文化，與西方文化模式抗衡。

### 社會
- 阿拉伯是個父權至上的社會，一種名為「監護權」的制度顯示阿拉伯女性不僅在社會上的地位低落，許多不平等的制度也瀰漫在家中，任何一位女性從出生到死亡做的重大決定，例如就醫、出國，都要取得家中男性監護權的同意。婚前的監護權在爸爸手上，婚後則在丈夫，如果丈夫死了，甚至要落在兒子手上；在繼承方面，女性繼承人所得之財產只有男性繼承者的一半；在司法方面，女人的作證效力只有男人作證效力的二分之一；在行動自由方面，女人受到許多不合理的限制，例如不可開車，不可獨自一人前往餐廳用餐，另外，單身婦女投宿旅館須事先知會當地警察局，旅館在接獲警局通知後才可同意其入住；在婚姻制度方面，沙國婦女根本沒有婚姻自主權，無法對自由戀愛有任何浪漫的憧憬與期待，婚姻只聽命於父母的安排，在當地很多家長都把女兒當作財產並把女兒出嫁視為商品交易或買賣。阿拉伯的男人可以同時擁有四位老婆，可以結婚的次數無限，需對所有妻子的待遇相同，只是名下不可以同時擁有超過四個以上的女人，否則即屬違法；休妻制度只要在兩位男性證人之前唸三次「我休了妳！」離婚即告生效。但穆罕默德要求信徒們要仁慈與公正地對待女性，可見沙國婦女地位低落的原因應與回教信仰無關。

### 飲食
- 伊斯蘭教[8]：沙烏地阿拉伯人每日習慣兩餐，男女要分開吃飯，且不使用餐具，阿拉伯人用手抓飯的技術十分熟練，一是不怕燙，二是能用手指迅速地撕下一小塊肉條，手指不允許碰到嘴巴。他們因為信奉伊斯蘭教，禁止喝酒也禁吃豬肉，還有不吃外形醜陋不潔之物，也不吃已死的動物。早餐主要是“弗瓦勒”（一種高梁糊糊），晚餐為正餐，通常吃烙餅，食用時抹上奶油、蜂蜜等，這是沙特人最愛吃的主食。 另外，“泡漠”也是他們常吃的主食，將高梁面餅用手掰碎，澆上鮮牛奶或再加上奶油、糖，一起食用。高粱面是他們常用的糧食，肉一般都在節日、假日或宴請賓客時才會使用。而“羊眼”在沙烏地阿拉伯被視為非常珍貴的食品，為難得的一種珍品。
- 猶太教[9]：可以吃的動物，比如鳥類及哺乳動物，必須依猶太律法宰殺（禮定屠宰法）。   可以食用所有動物的血，但必須被排出體外才可吃。  即使是潔淨的動物，但某些部位能是不能吃的。例如：環繞維持生命的器官和肝臟的 脂肪（因為它在生化上的組成，和一般的脂肪是不一樣的）。肉類（鳥及哺乳動物的）不能和奶類一起食用。魚、蛋、水果、蔬菜和穀粒，可以和肉類（或奶類）一起吃（但有些比較嚴格的觀點認為魚不能和肉同時食用）。  食物的器具，若和肉類接觸過，就不能盛裝奶類，反之則亦然。 器具若接觸過不潔淨的食物，就不能用來裝潔淨的食物。猶太人不能吃葡萄的產品，主要是因為以前為了不讓他們祭拜偶像，早期宗教儀式，葡萄酒被當成獻祭品，所以他們不吃非猶太人製造葡萄的產品。禮定屠宰法：就是猶太人把血和肉分開的方式。直到現今，有些虔誠守舊的猶太教徒只吃有檢驗過的肉品，甚至連餐館的餐具也不使用。禮定屠師「索海特」（Shochet），不是每個人都有資格可以執行禮定屠宰，須經過一位受過專門訓練並經過考試合格註冊登記的屠師「索海特」執行。索海特除了是位屠夫，還必須是一位對猶太教虔誠信仰的人，熟悉猶太教律法，尤其是涉及潔淨食物方面。此外，索海特這一行通常是父子相傳。索海特在屠宰動物時，直接切斷被屠宰動物的頸部，不得扎刺、戳殺。這種屠宰法能使牠們經歷最小的痛苦，而這方法廣被認為可能是最人道的方法。在索海特進行禮定屠宰一定時，還有屠宰巡禮員在一旁檢驗動物，確認是否有不人道的地方。檢查人員「貝弟卡」（Bedika）檢查員「貝弟卡」要將動物的內臟詳細檢查，確定動物的內臟沒有任何缺損。特別是肺部殘留的粘膜，如果有黏膜，依據這隻動物的粘膜判斷是生病或是被宰殺的痕跡，用以確定是否可以食用。放血動物屠宰經過檢查後，裡頭仍有殘餘的血，將肉泡在冷水裡抹上鹽，或以燒烤法清除肉中所剩的血。宰殺之後的處理過程，必須在72小時之內完成。所有的內臟都要移開，每一部分要分開浸泡及抹鹽，如有任何用刀切的地方，它的表面也要浸泡及抹鹽。整個放血的過程，要使用分開的器具，不可使用一般作為吃飯或燒菜的器具。包裝屠宰好的肉類產品必須由屠宰檢查員標記上金屬的標籤「布拉巴」（Plumba）才可出售。動物性油脂也算是肉類但動物的一些神經和部份動物脂肪也不能吃，因其和血管相鄰，一些環繞在維持生命的器官和肝臟的脂肪也不能吃。潔淨食品的商標猶太人去超市時總會特別注意食品上面有沒有標示「赫克夏」（hekhsher，意思是認可）或「科謝爾」（kosher，意思是適當）只要是食品，包裝上都會有這個標記，代表食品已通過猶太組織的認可是乾淨的。大多的猶太食品出售前，就會有潔淨認證。[10]

### 齋戒月[11]
- 齋戒時間： 伊斯蘭曆的9月，也稱為Ramadan（土耳其文：Ramazan），穆斯林會有總共30天（或是29天）的齋戒。齋戒從新月出現的第一天開始，新月再次出現作為該月的結束。每一年的齋戒，對於使用西曆的國家而言，時間都不是固定的，大約都會比前一年提早兩個禮拜以上，更會因為所在時區不同，各地區的每日把齋時刻也會有所差異。
- 齋戒原因： 在伊斯蘭教徒心中，齋戒的這一個月，是最接近真主（Allah）的時候，這段時間，通往天堂的們會敞開，而地獄的門將緊閉著，讓惡魔無法出來擾亂人間秩序。這一個月裡，教徒們念讀可蘭經，解除自身的慾念，忍著飢餓和口渴，用體驗飢餓與渴的感覺了解窮人的生活，而藉由齋戒，人們祈求慈敏的真主能饒恕己身的罪過。
- 齋戒期間的禁忌： 齋戒月期間，從日出到日落，穆斯林會停止飲食、性交、抽菸等活動。確切的日出時間，以每日「晨禮」為準，「晨禮」為每日五次喚拜的首拜，日落後，以水和椰棗開始一天的首頓飯、和家人共享晚餐。齋戒其間的言語和心情都必須平靜溫和。
- 特殊規範： 幼童、身體衰弱、殘障人士、臨生理期的女性和孕產婦，可不用齋戒。旅行的人需在旅途結束後補足齋戒月未封齋所欠的日數；若未能完整完成齋戒，則需分享食物給貧弱的民眾，作為懲罰贖罪。若在齋戒月期間有破壞齋戒的行為，一天不完整的齋戒需要另外齋戒補上。

### 建築
- 以色列-白城：白城為了隔熱，表面塗上淺色灰泥且為古今城市風貌與城市規劃的先驅，這些事在1930年代，從歐洲建築學校畢業的學生帶到特拉維夫。[12]
- 伊朗-帕賽波里斯：曾經是波斯帝國的首都，由居魯士二世所建。

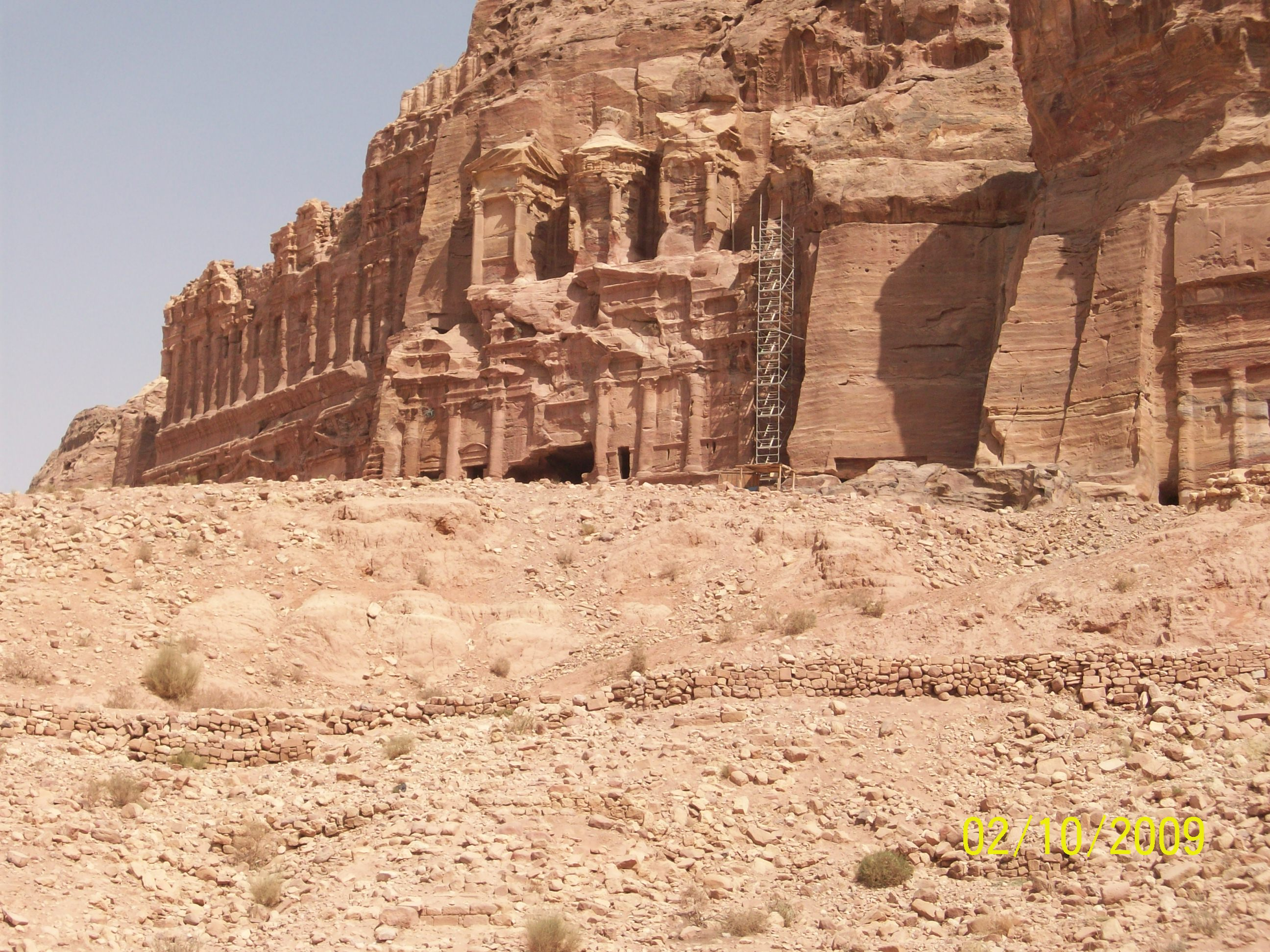
佩特拉古城

- 約旦-佩特拉古城[13]：位於約旦境內南方的一座古城，是古代歐亞非的交通要道，在岩石上雕刻而成，由各種不同顏色砂岩組成，融合希臘人、亞述人、羅馬以及阿拉伯游牧民族巴提人的藝術風格，被譽為約旦的玫瑰紅城。但是此種岩石在氣候劇烈下十分脆弱，因此現已被列入世界文化遺產的名單，古城核心是一個大廣場，廣場正面是宏偉的卡茲尼神殿俗稱為寶庫 ，到峽谷道的盡頭，有玫瑰神殿之稱的法老寶藏庫，是西元前一世紀的建築是納巴提王國阿拉塔斯三世國王的陵墓 有十二根科林斯式門柱。古城現有ㄧ百多名「貝都因」居民，他們是納巴提人的後裔，保持著祖先的習俗，身穿阿拉伯長袍，頭纏紅色帶條紋頭巾，婦女蒙著面紗。
- 阿布達比-謝赫扎伊德清真寺[14]：因為各地的清真寺不能蓋得比聖地麥加大的關係，所以當地人決定砸下重本，耗資55億美金、46頓以上的黃金，打造一座最奢華的清真寺。
- 杜拜-朱美拉清真寺[15]：朱美拉清真寺是唯一一間開放給非穆斯林遊客參觀的清真寺，參觀時間為75分鐘，沿途可更深入認識許多伊斯蘭文化歷史，還有參觀時要求服裝得體，有需要可借清真寺內的傳統服裝

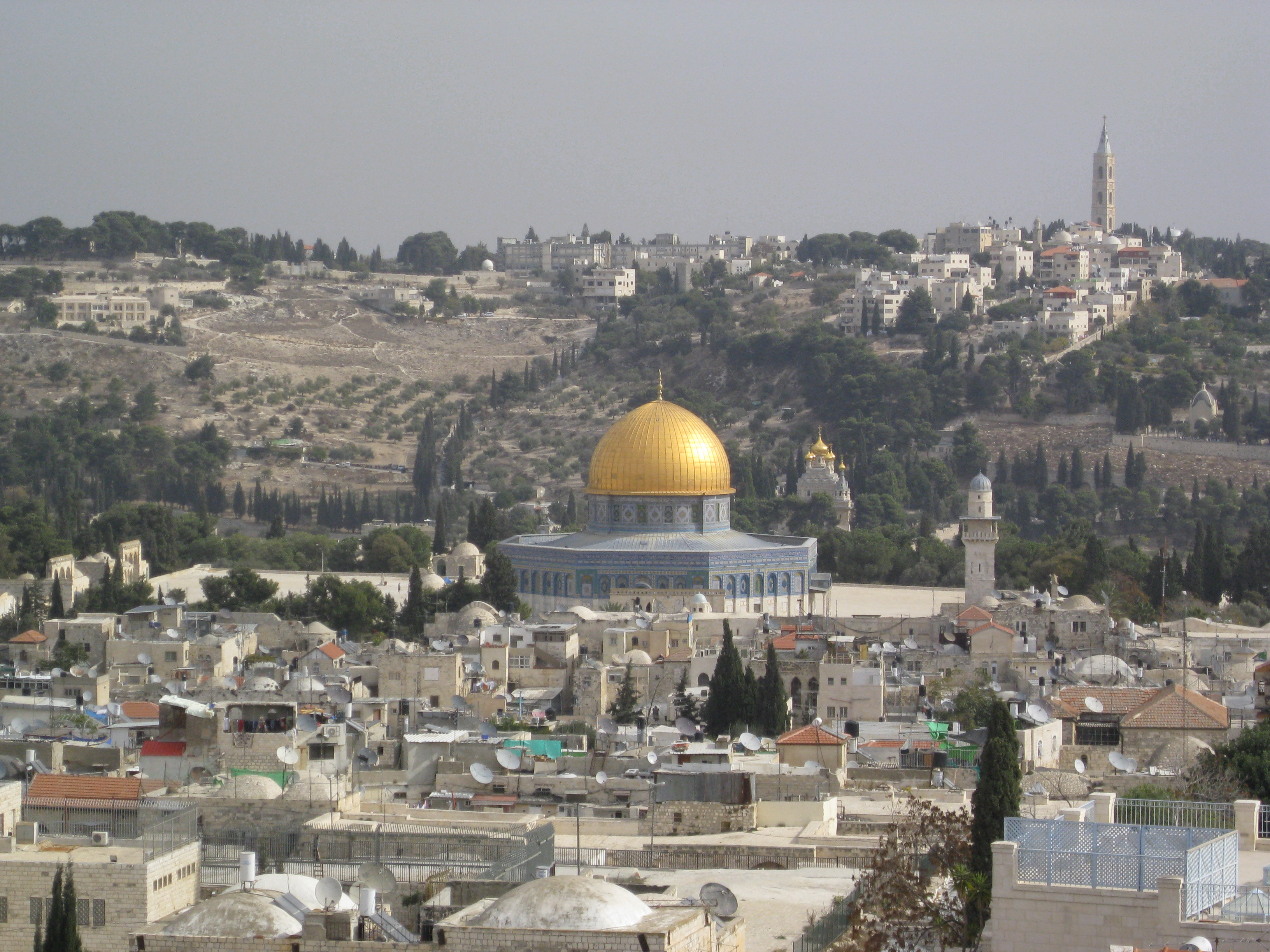
耶路撒冷的圓頂清真寺

- 沙烏地阿拉伯-麥加大清真寺(禁寺)[16]：世界最大、伊斯蘭教最神聖的地方 ;《古蘭經》經文禁止在此兇殺、搶劫、械鬥，故又稱"禁寺"
- 敘利亞-倭瑪雅大清真寺[17]：最早是羅馬帝國時期的朱庇特神殿，在羅馬定基督教為國教後改名聖約翰大教堂， 705年哈里發瓦利德一世接收這座教堂，將其改為清真寺。曾三次被焚毀。第一次:1069年發生火災。第二次:1400年中亞的征服者帖木兒縱火燒毀了清真寺。第三次:1893年清真寺再度發生火災。今日，倭瑪雅大清真寺內同時保存有施洗約翰和薩拉丁的墳墓。
- 土耳其-蘇丹艾哈邁德清真寺[18]：因顏料採用主要是藍色，又名為藍色清真寺，清真寺附有六根宣禮塔，象徵地位不凡。

## 經濟發展

### 傳統農牧業
西亞居民受氣候乾燥的限制，大多以游牧的生活為主。只有少數有水源灌溉的地區發展農業，主要農產品有穀類、棉花、椰棗等，灌溉方式可分為三種類型:
(1)坎井灌溉：利用地下水道將地下水或山上融化的雪水引道綠洲灌溉，如伊朗高原。
(2)渠道灌溉：在大河流經的乾燥地區，利用渠道灌溉發展農業，如兩河流域。在地中海沿岸一帶，利用冬雨蓄水，以渠道灌溉，從事地中海型農業。
(3)地下水井灌溉：利用鑽井技術，開發深層地下水，在沙漠地區開墾新農地，形成「人工綠洲」，如阿拉伯高原。

### 石油
20世紀後，西亞發現大量石油，成為世界重要的石油輸出地。西亞石油蘊藏量占全球三分之二，主要分布在波斯灣沿岸，重要的產油國有伊朗、伊拉克、科威特、沙烏地阿拉伯、阿拉伯聯合大公國等。西亞的產油國與世界其他產油國，共同組成石油輸出國組織，對國際原油價格具有很大的影響力。西亞因石油開採，經濟結構由農牧業轉向工商業。由於開採石油及國家建設的需要，引進許多外勞，使本區成為人口移入區。

### 觀光和金融
產油國為避免經濟過度依賴石油外銷,致力朝向多元發展。其中以阿拉伯聯合大公國的杜拜積極發展觀光業,以七星級的阿拉伯塔飯店(俗稱帆船飯店)和朱美拉棕櫚島，吸引了全球不少的遊客及資金。

## 西亞地區紛爭

### 第一次中東戰爭[19]（1948年）
1948 年 5 月 14 日午夜，最後一批英軍撒出巴勒斯坦地區後，猶太人在巴勒斯坦單方面宣布建國。在以色列宣布建國隔天，受前面猶太人屠村的阿拉伯民眾們，群情憤慨，其他阿拉伯國家領導人應民眾要求發動「聖戰」，誓言為這些巴勒斯坦難民搶回故土。埃及、約旦、敘利亞、伊拉克及黎巴嫩聯合出兵巴勒斯坦，揭開中東第一次戰爭的序幕，雖然阿拉伯聯軍的人數，依然比以色列的兵力少。最後以色列在違反停火令以及蘇聯援助下，擊退阿拉伯聯軍，簽訂停戰協定，同時併吞80%以上的巴勒斯坦土地。

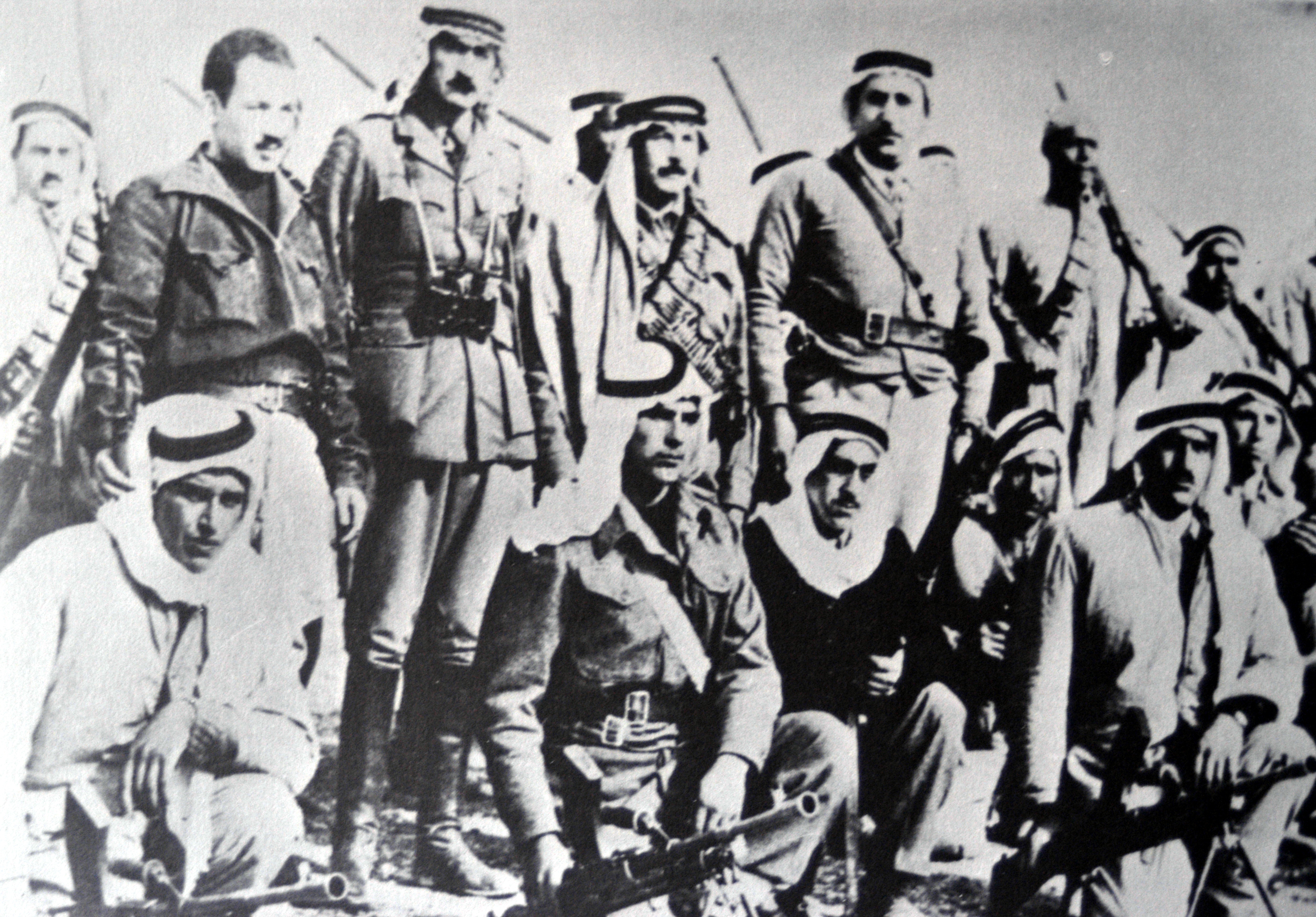
阿拉伯士兵

### 第二次中東戰爭（1956年）
1956 年 10 月 29 日，以、英、法三國為奪取蘇伊士運河進軍埃及，以色列首先向埃及發動攻擊，點燃第二次中東戰爭。 後英、法、以聯軍擊敗埃及，佔領蘇伊士運河，以佔領西奈半島，三國受各國強烈譴責，安理會要求立即停戰。美國也要求英法以三國停火；蘇聯更揚言，如果三國不停火，將強行介入。11 月 6 日，三國停火，第二次中東戰爭打了七日便落幕。

### 第三次中東戰爭（1967年）
1964 年 5 月阿拉伯世界的國家決定成立巴勒斯坦解放組織，領導對抗以色列。戈蘭高地的敘軍因為以色列的挑釁發動攻擊，爆發衝突。在提前計劃下，開戰四天內，以色列便奪取了 81600 平方公里土地，比本身國土大四倍，耶路撒冷落入以色列手中。

### 第四次中東戰爭[20]（1973年）
歷經三次中東戰爭的失利，失去大片領土，阿拉伯人誓言收復國土，與過去不同的是，阿拉伯人在一開始取得優勢，齋戒月發動攻擊。(故又稱齋月戰爭)但以色列在美國全力的支持下，逐漸轉為優勢，重挫敘利亞、埃及等地，再度簽訂停火協定。

### 第五次中東戰爭（1982年）
1982年6月6日，又稱「黎巴嫩戰爭」。以色列稱駐英大使被巴勒斯坦武裝暗殺，出動10萬部隊，對黎巴嫩境內的巴勒斯坦解放組織和敘利亞軍隊發動攻擊，迅速佔領黎巴嫩南半部。最終，以色列重挫巴勒斯坦解放組織、黎巴嫩政府軍及敘利亞軍隊，佔領聖貝魯特區。

### 第一次阿富汗戰爭（1979—1988年）
第一次阿富汗戰爭起因為蘇聯支持的領導者巴布拉克·卡爾邁勒為了鎮壓反對派，要求蘇聯支援阿富汗新政府，蘇聯入侵導致持續長達十年的內戰。此次戰爭的反對派主要為聖戰者，並且有美國、英國等支援。末期蘇聯決定撤出，而阿富汗政府仍與聖戰者爆發幾個月的衝突，最後達成停戰協議。

### 第二次阿富汗戰爭[21]（2001—2014年）
第二次阿富汗戰爭發生在2001年，是以美國爲首的聯軍在2001年10月7日起對阿富汗蓋達組織和塔利班的一場戰爭，爲美國對911事件的報復，同時也象徵反恐戰爭的開始。聯軍官方自稱這場戰爭的目的是逮捕賓拉登等蓋達成員並懲罰塔利班對恐怖分子支援。2011年5月1日賓拉登被擊斃，同年7月美軍開始撤出，塔利班至今仍在談判。

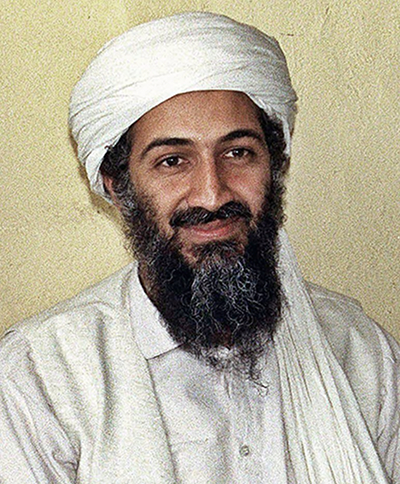
賓拉登

### 美伊戰爭[22]（2003年）
美國稱伊拉克暗中支持恐怖分子且有大規模殺傷性武器，在2003年3月20日英、美、澳洲、波蘭發動了軍事打擊，美軍入侵巴格達後，薩達姆政權垮臺。2003年12月13日，薩達姆被美軍抓獲。

### 加薩戰爭（2008—2009年）
由於以色列非法侵佔土地，巴勒斯坦解放組織不時對以色列射擊火箭炮。以色列同時也不滿伊朗暗中對其援助， 2008 年12 月 27 日，對迦薩走廊進行 22 日的攻擊。 後簽停火協定，以色列撤軍。
| 戰爭名稱         | 時間        | 地點         | 成因                   | 戰爭國                         |
| ---------------- | ----------- | ------------ | ---------------------- | ------------------------------ |
| 中東戰爭（一）   | 1948年      | 巴勒斯坦     | 以色列建國             | 以色列和阿拉伯國家             |
| 中東戰爭（二）   | 1956年      | 埃及         | 爭奪運河               | 以、英、法和埃及               |
| 中東戰爭（三）   | 1967年      | 地中海東岸   | 巴勒斯坦領土糾紛       | 以色列和阿拉伯國家             |
| 中東戰爭（四）   | 1973年      | 敘利亞、埃及 | 阿拉伯國家收復失土     | 以色列和阿拉伯國家             |
| 中東戰爭（五）   | 1982年      | 黎巴嫩       | 領土                   | 以色列與巴勒斯坦解放組織       |
| 第一次阿富汗戰爭 | 1979—1988年 | 阿富汗       | 宗教                   | 俄、美、英、阿富汗             |
| 第二次阿富汗戰爭 | 2001—2014年 | 阿富汗       | 反恐行動               | 美國、蓋達、塔利班             |
| 美伊戰爭         | 2003年      | 伊拉克       | 政治、反核武、掃蕩反恐 | 美國、英國、澳洲、波蘭、伊拉克 |
| 迦薩戰爭         | 2008—2009年 | 加薩走廊     | 巴武力攻擊造成以死傷   | 巴勒斯坦、以色列               |

## 國家列表
西亞可被分成四个区域：小亚细亚、阿拉比亚、黎凡特和南高加索。另外伊朗高原有时也被划为西亚的一部分。
| 國家名稱及國旗1 | 面積 （平方公里） | 人口密度 （人/平方公里） | 首都      | 購買力           | 人均GDP （美元）      | 貨幣                             | 政府         | 官方語言              | 人口 （百萬） |
| --- | ----------------- | ------------------------ | --------- | ---------------- | --------------------- | -------------------------------- | ------------ | --------------------- | ------------- |
| 阿富汗 | 652,864           | 51.951                   | 喀布爾    | 0.305 （2015年） | 599.994 （2015年）    | 阿富汗尼                         | 酋長國       | 普什圖語 達利語       | 33.92         |
| 巴林 | 765.3             | 1849.380                 | 麥納瑪    | 0.498 （2015年） | 23,509.981 （2015年） | 巴林第納爾                       | 君主立憲制   | 阿拉伯語              | 1.42          |
| 賽普勒斯 | 9,251             | 127.947                  | 尼古西亞  | 0.747 （2015年） | 22,587.490 （2015年） | 歐元                             | 總統制       | 希臘語 土耳其語       | 1.18          |
| 伊朗 | 1,648,195         | 40.852                   | 德黑蘭    |                  | 4,877.069 （2015年）  | 伊朗里亞爾                       | 伊斯蘭共和國 | 波斯語                | 79.11         |
| 伊拉克 | 437,032           | 23.131                   | 巴格達    | 0.311 （2015年） | 4,819.487 （2015年）  | 伊拉克第納爾                     | 議會共和國   | 阿拉伯語 庫德語       | 38.11         |
| 以色列 | 20,770            | 397.421                  | 耶路撒冷2 | 0.997 （2015年） | 35,343.336 （2015年） | 以色列新謝克爾                   | 議會制       | 希伯來語 阿拉伯語     | 8.3           |
| 约旦 | 89,342            | 88.926                   | 安曼      | 0.454 （2015年） | 5,513.009 （2015年）  | 約旦第納爾                       | 君主立憲制   | 阿拉伯語              | 7.94          |
| 科威特 | 17,820            | 234.235                  | 科威特市  | 0.406 （2015年） | 29,363.027 （2015年） | 科威特第納爾                     | 君主立憲制   | 阿拉伯語 現代阿拉伯語 | 4.17          |
| 黎巴嫩 | 10,452            | 610.264                  | 貝魯特    | 0.6 （2015年）   | 11,945.35 （2016年）  | 黎巴嫩鎊                         | 共和制       | 阿拉伯語              | 5.85          |
| 阿曼 | 309,501           | 16.327                   | 瑪斯喀特  | 0.409 （2015年） | 15,232.961 （2015年） | 阿曼里亞爾                       | 君主制       | 阿拉伯語              | 5.05          |
| 巴勒斯坦 | 6,2203            | 779.398                  | 耶路撒冷  |                  | 12,766 （2014年）     | 約旦第納爾 埃及磅 以色列新謝客爾 | 半總統制     | 阿拉伯語              | 4.854         |
| | 11,571            | 207.617                  | 多哈      | 0.519 （2015年） | 76,576.080 （2015年） | 卡達里亞爾                       | 君主立憲制   | 阿拉伯語              | 2.4           |
| 沙烏地阿拉伯 | 2,150,000         | 15.156                   | 利雅德    | 0.383 （2015年） | 20,812.586 （2015年） | 沙特里亞爾                       | 君主制       | 阿拉伯語              | 32.59         |
| 叙利亚 | 185,180           | 96.320                   | 大馬士革  |                  | 2,079.988 （2007年）  | 敘利亞鎊                         | 總統制       | 阿拉伯語              | 18.50         |
| 土耳其 | 783,5625          | 102.8555                 | 安卡拉    | 0.383 （2015年） | 9,437.372 （2015年）  | 土耳其里拉                       | 議會制       | 土耳其語              | 80.595        |
| 阿联酋 | 83,600            | 113.034                  | 阿布達比  | 0.576 （2015年） | 36,060.015 （2015年） | 阿聯迪拉姆                       | 絕對君主制   | 阿拉伯語              | 9.45          |
| 葉門 | 528,076           | 52.648                   | 沙那      | 0.371 （2013年） | 1,302.940 （2015年）  | 葉門里亞爾                       | 半總統制     | 阿拉伯語              | 26.83         |
| 備註： 1 南高加索地区的三个主权国家和三个未受国际社会普遍承认的国家，塞浦路斯岛上的北塞浦路斯、亞克羅提利與德凱利亞和塞浦路斯联合国缓冲区，以色列、叙利亚边境的戈兰高地和戈兰高地联合国缓冲区以及埃及西奈半島的资料暂缺。 2 由以色列实际控制，但聯合國不承認其為以色列首都。 3 包括約旦河西岸全境，以1967年之前的邊界計算。 4 另有40萬以色列猶太人居於約旦河西岸，其中20萬人居於東耶路撒冷。 5 此數據不包含屬於土耳其的東色雷斯。 |                   |                          |           |                  |                       |                                  |              |                       |               |

### 聯合國會員國
西亞拥有17个联合国会员国：
- 亞美尼亞
- 巴林
- 賽普勒斯
- 伊拉克
- 以色列
- 约旦
- 科威特
- 黎巴嫩
- 阿曼
- 沙烏地阿拉伯
- 叙利亚
- 土耳其
- 阿联酋
- 葉門

中華民國外交部把以下12个联合国会员国亦看做是西亚国家：
- 阿富汗[註 2]
- 白俄羅斯[註 20]
- 伊朗[註 5]
- [註 21]
- [註 22]
- 摩尔多瓦[註 20]
- 蒙古国[註 23]
- 巴基斯坦[註 24]
- 俄羅斯[註 25]
- [註 22]
- [註 22]
- [註 22]

### 联合国观察员国
西亚拥有1个联合国观察员国：
- 巴勒斯坦
  -  加沙地带
  -  约旦河西岸

### 有限承认国家
西亚拥有3个有限承认国家：
- 阿布哈茲
- 北賽普勒斯
- 南奥塞梯

### 地区或海外领地
西亚拥有4个地区或海外属地：
- 亞克羅提利與德凱利亞[註 9]
- 戈蘭高地[註 10]
- 库尔德斯坦[註 11]
- 西奈半島[註 12]

### 联合国缓冲区
西亚拥有2个联合国缓冲区：
- 賽普勒斯聯合國緩衝區[註 13]
- 戈兰高地联合国缓冲区（英语：United Nations Disengagement Observer Force#UNDOF Zone）[註 13]

### 西亚各国各地区的国旗（旗帜）
- 阿布哈茲
- 阿富汗
- 阿富汗伊斯蘭酋長國
- 亞克羅提利與德凱利亞
- 亞美尼亞
- 亞美尼亞
- 巴林
- 賽普勒斯
- 伊朗
- 伊拉克
- 以色列
- 约旦
- 伊拉克库尔德斯坦
- 科威特
- 黎巴嫩
- 北賽普勒斯
- 阿曼
- 巴勒斯坦
- 沙烏地阿拉伯
- 西奈地区
- 南奥塞梯
- 叙利亚
- 罗贾瓦
- 土耳其
- 阿联酋
- 葉門

## 宗教

### 伊斯蘭教派[29]
- 蘇非主義（白山派）
- 什葉派伊斯瑪儀派
- 什葉派宰德派
- 什葉派十二伊瑪目派
- 艾巴德派
- 哈瓦利吉派
- 遜尼派
- 莫爾吉埃派
- 遜尼派瓦哈比派

### 基督宗教教派
- 東正教
- 天主教
- 新教
- 亞美尼亞使徒教會

### 猶太教
猶太教正統派和改革派

### 其他
- 德鲁兹教
- 巴比教
- 拜星教

### 伊斯蘭教教派的主要分布
- 什葉派

什葉派系的信徒大多分布於亞塞拜然、巴林、伊朗、伊拉克、科威特，亞塞拜然的政治力量大多為世俗主義者，而在巴林，有65-75%的穆斯林屬於什業派，在伊朗，什葉派的十二瑪目宗信眾超過全國人口的90%，在伊拉克約75%人口為阿拉伯人，大部分都為什葉派穆斯林。
- 遜尼派

遜尼派系的信徒大多分布於賽普勒斯、埃及、 約旦、科威特、伊拉克，賽普勒斯約18%土耳其裔人民信奉伊斯蘭教遜尼派；埃及約90%的穆斯林屬遜尼派；伊拉克庫德人占總人口大約15%-20%；大多數庫德人和少数阿拉伯人為遜尼派穆斯林；科威特則有70％信徒屬遜尼派。

### 基督宗教的主要分布
基督宗教在西亞主要分布於亞美尼亞、賽普勒斯、埃及、喬治亞、黎巴嫩等地區，其中亞美尼亞為歷史最悠久的傳統基督宗教國家；賽普勒斯有78%希臘裔的賽普勒斯人信奉賽普勒斯正教會；在埃及約有10%的人口信奉科普特正教；在喬治亞，喬治亞正教會佔該國人口83.9%；黎巴嫩的基督信仰人口只剩下該國總人口的40%，其中還包含了馬龍派天主教、希臘正教、希臘天主教、亞美尼亞宗徒教會和敘利亞正教等教派。

### 宗教所引發的問題
- 猶太教、伊斯蘭教與基督教

兩千年前，巴勒斯坦一直為猶太人所控制，據「律法書」所記載，過去巴勒斯坦被稱為「迦南地」，也就是上帝封給猶太人的 "應許之地" ，在 "大離散" 後數百年，巴勒斯坦被信奉伊斯蘭教的阿拉伯文所控制。流亡歐洲的猶太人受到基督教社會的歧視，在二次大戰中遭到 "大屠殺" ，二戰後猶太人便發起"錫安主義運動" ，希望能在 "應許之地" 建國。復國行動得到眾多國家的支持，故聯合國在1947年11月通過 "巴勒斯坦分割案方案" 將巴勒斯坦分為兩國一屬阿拉伯人，一則屬猶太人。分割後，耶路撒冷同時擁有基督教、猶太教以及伊斯蘭教的聖地。聯合國提議將耶路撒冷交由該組織管理，訂為"耶路撒冷獨立個體" ，翌年四月，以色列建國。 而以色列的建國和聯合國的管理成了中東問題的導火線，引發了 "四次以阿戰爭(中東戰爭)"。
- 什葉派與遜尼派

在穆罕默德過世之後，穆斯林們開始討論「誰將成為穆罕默德的繼承人」。伊斯蘭的最高統治者稱為哈里發；而最初擔任哈里發的人選，為眾長老或信徒們所信賴的人，第一任至第三任哈里發皆為穆罕默德的戰友，分別為阿布‧柏克爾、歐瑪爾以及歐斯曼。第四任哈里發阿里，是穆罕默德的堂弟，阿里與穆罕默德的女儿結婚，成為穆罕默德的女婿，阿里最終遭到暗殺。阿里遭到暗殺後，信徒中出現一群人，表示阿里才是穆罕默德血脈的正統繼承人，且不承認其他的哈里發，這些人組成了一個團體，被稱為 " 阿里的黨派" 在阿拉伯語中念作"什葉" ，也就是現今的 "什葉派" 。相對的"遜尼派"中 "遜尼" 一詞，就是慣例、傳統之意，而遜尼派認為血統並不重要，只要遵從習慣就好。因此，遜尼派與什葉派之前產生了部分教義的分歧，一些衝突以及問題從此衍生而出。
- 希臘正教與伊斯蘭教派
- 賽普勒斯問題

## 難民問題

### 敘利亞
自從2011年3月敘利亞內戰的爆發，整個國家已經陷入12年多的戰火，現在因為伊斯蘭國分子的侵略，這場內戰情勢更形嚴峻。流離失所的民眾遍布周遭各國，已達23萬5000名，比去年總和21萬9000，還多目前世界兩大戰爭難民問題的地點分別是巴勒斯坦與敘利亞周遭的國家邊境，這些因為戰爭失去家園的人，根據聯合國難民署的資料，敘利亞有超過 400萬人逃出家園，流離失所的人多半是婦女和孩童，目前鄰國都因這場戰事受到衝擊，主要前往的國家有以下列舉的這些，一百多萬人逃往黎巴嫩，84萬人翻越邊界進入土耳其，約旦也湧入60多萬難民，也有20多萬人逃往伊拉克，14萬人前往埃及，因為黎巴嫩地理位置最為靠近，所以成為敘利亞難民的第一考量。但由於敘利亞的內戰的持續，難民數字也不斷升高。不能逃往國外的，也只能在境內不斷遷徙，估計敘利亞約有 760萬人正四處逃命流浪尋找生機，因為這場內戰而被迫逃竄的人口超過 1,100萬人，這等於占了內戰爆發前的一半人口。目前根據聯合國估計有1,220萬人極需人道救援，但據多家機構透露，大量敘難民並沒有納入聯合國統計數字，實際難民人數可能超過。當中有 560萬名都是孩童。這一數字包括210萬敘利亞人難民署在埃及，伊拉克，約旦和黎巴嫩登記，270萬敘利亞人土耳其政府，以及在北非註冊超過29,000敘利亞難民登記。
根據聯合國難民署（UNHCR），巴嫩、約旦、伊拉克、埃及與土耳其敘利亞內約有40萬人（約佔10%）需重新安置。其中在約旦的63萬敘利亞難民，83%在首都安曼等城市中居住，17%生活在難民營中。國際特赦組織呼籲，在主要安置中最脆弱的敘利亞難民，至少10%應於2016年底前重新進行安置（約40萬名）。而目前全球總計提供約104,410個安置名額中，上述五國的難民數總和的2.6%。

### 阿富汗
自從2010年底爆發阿拉伯之春後，難民或是經濟移民的人口持續加，從中東、非洲和亞洲等地經地中海及巴爾幹半島進入歐盟國家尋求居留而產生的移民潮，其中大部分來自敘利亞、阿富汗和厄利垂亞。歐洲的難民危機已在歐洲引發嚴重社會及經濟的危機，不少國家及政治人物批評德國總理梅克爾的難民政策，認為這樣的政策實現了右派民粹主義的預言，而導致右派民粹主義的崛起。此外，南歐部分國家目前雖然已開放接收難民，但是只允許敘利亞籍的難民入境，許多阿富汗的難民早在馬其頓與希臘邊界被擋下，甚至被強制遣送回阿富汗；雖然有部分國家都已經開放難民入境，但是仍有許多的難民是無法入境的(例:因為國籍限制等等)，有關阿富汗的難民問題，至今仍無出現能夠完全解決的方法。

### 伊拉克
在過去的30年中，已經有越來越多的難民逃離伊拉克到世界各地定居，其原因包含兩伊戰爭（1980年至1988）及其期間的庫德族起義、伊拉克入侵科威特（1990年）和波斯灣戰爭（1991年）、各國戰後對伊拉克的制裁、美國最終領導的武裝入侵、之後的佔領與近期的伊斯蘭國問題等西亞地區一連串的衝突，數百萬的伊拉克人民生活在不安的陰影之下，最終被迫逃離他們的家園。在2007年4月，估計世界各地的400多萬伊拉克難民，其中190萬在伊拉克，200萬在鄰近的中東國家，以及大約20萬在中東以外的國家。不同於其他難民，除了難民營之外，伊拉克難民會定居在其他國家的都市地區，例如美國洛杉磯或聖地牙哥。澳洲工黨移民事務發言人馬勒斯（Richard Marles）歡迎敘利亞和伊拉克難民逃離恐怖組織伊斯蘭國（Islamic State）。另外伊拉克境內越來越多的省份和伊拉克的鄰國都開始拒絕接收逃離暴力的伊拉克難民，致使這些伊拉克人處於無處藏身的境地。國際移民組織表示，伊拉克目前正經歷著有史以來最嚴重的流離失所危機。阿富汗境內及境外估計共有四百多萬難民。國際移民組織表示，伊拉克境內有225萬多人無家可歸，在其它國家還有200萬伊拉克難民，他們大多在鄰國敘利亞和約旦。國際移民組織表示，逃離家園的大部份伊拉克人是為了躲避激進份子和叛亂分子發動的教派暴力。該組織說，在流離失所的人中，88%的人說，他們的宗教和教派身份使他們成為襲擊的目標。大多逃離家園的人都是為躲避教派暴力

### 葉門
在2015年，沙烏地阿拉伯及其盟國為了推翻葉門反叛軍胡塞武裝組織並恢復葉門前總統阿卜杜拉布·曼蘇爾·哈迪的權利而實施軍事入侵。至2016年為止粗略至少有270萬名葉門居民被迫離開自己的家園。光是在2014至2016年間就有超過7000人被殺害、百萬人被迫離開自己的家園。醫療及衛生相關設施的關閉或破壞導致超過百萬以上居民失去淨水及公共衛生服務，加劇了飢荒的發生。

### 黎巴嫩
因內戰逃往其他國家的黎巴嫩難民已超過兩百萬，其中不乏是孩童。除了逃難路程之艱辛，生活在難民營中資源匱乏，更使得孩童的成長蒙上了陰影。除此之外，黎巴嫩境內也不乏有其他西亞國家的難民。

### 土耳其
自2011年敘利亞內戰爆發以來，已有二十萬人在戰火中喪生，總計高達四百萬人成為流離失所的難民。與敘利亞相連的土耳其，由於彼此之間無海洋隔離，地理位置的特性，被難民視為進入歐洲前的跳板，從內戰剛爆發起就不斷接收敘利亞難民湧入。至今，土耳其在難民問題上已經花了四十五億美元，建設了二十七座難民營，設備相較鄰近中東各國更好。雖然土耳其人與敘利亞人同樣信仰伊斯蘭教，但根源於阿拉伯文化的敘利亞人，在許多層面仍與土耳其人有所差異，最大的問題在於兩國語言不通，容易導致隔閡與摩擦。但難民潮帶來的種種痛楚和後續衍生的問題。例如某些邊境城鎮的難民人數，甚至超越了當地住民。而在土國非法打工的敘利亞難民依然無法取得工作保險，且工時過長。雖然大量難民代表著龐大的勞動力，但也直接衝擊本地就業市場。由於難民工資相較於本地土耳其人還要更低，導致本地人口失業率上升。而無法找到工作的難民可能淪於路邊乞討，造成的社會問題更大。

### 各國對難民問題的態度
敘利亞和伊拉克的基督徒一直以來在教育、文化、藝術、外交事務、政治、經濟、人道救援或宗教等領域上，都是社會的尖端分子。2011年前，敘利亞的基督徒佔2,200萬人口的8~10%，而現在其中近40~50%已經離開。伊拉克在2003年約有150萬基督徒，目前僅剩20~50萬。現今教會要在夾縫間求生存，基督徒不斷被邊緣化。大部分的基督徒之所以離開，是為尋找更有保障的未來。而內戰帶來的長久影響，將摧毀敘利亞建國70年、伊拉克獨立84年來所維持的結構平衡。許多國際基督教組織嘗試支持當地教會，讓基督徒不再那麼絕望。然而，戰亂的「貧窮」卻是一個如無底洞般無法解決根本問題的移民潮主因。日益嚴重的「邊緣化」，則是另一個原因。基督徒不像一般群體，能輕易改變、融入新的社會環境。因此在動亂下，基督徒的「不安全感」也相對較高。中東人民期盼移往的歐洲國家，多信奉基督教或天主教，對基督徒來說，反而有融入的優勢，即便戰亂結束，他們返回故土的機率也很低。